# Mauricio Islas
Juan Maurício Islas llescas (Cidade do México, 16 de agosto de 1973) é um ator mexicano mais conhecido por seu trabalho em telenovelas. 

## Biografia
É filho do empresário Juan Islas e Rosalinda Ilescas, tem dois irmãos, sendo o mais novo.
Em 1998, Islas fez sua estréia em como protagonista em Preciosa com atriz mexicana Irán Castillo. 
Em 2000 fez uma rápida participação na novela Mi destino eres tú. No mesmo ano interpretou "Demian", seu primeiro vilão na telenovela Primer amor... a mil por hora. 
Em 2001 protagonizou El Manantial, junto com Adela Noriega. Dois anos depois, em 2003 integrou o elenco de Amor Real como um dos protagonistas ao lado de Adela Noriega e Fernando Colunga.
Em 2004 protagoniza os primeiros capítulos da novela Prisionera com Gabriela Spanic, porém foi substituído por Gabriel Porras
Depois, em 2006 a sua participação na telenovela Amores de mercado estrelando como o mal "Fernando Leyra", produzida pela Telemundo /RTI Colômbia. 
Também estrelou a telenovela Pecados ajenos, uma produção da Telemundo no qual seu persoangem é assassinado. Outra telenovela em que foi protagonista foi Los plateados, em 2005 junto com a atriz Tamara Monserrat e Dominika Paleta.

## Vida Pessoal
Maurício foi casado com a cantora venezuelana Patricia Villasana de Novembro de 2001 até ao seu divórcio 2006. Eles têm uma filha chamada Camila, que nasceu em 2002. 
Em 2004 se envolveu em um escândalo envolvendo uma menor de idade chamada Genesis Rodriguez. O ator e a menor tiveram relações sexuais, logo após uma festa da novela Prisionera. O caso foi descoberto quando Genesis sofreu uma fratura e foi levada ao hospital, onde o médico constatou uma possível gravidez. Maurício foi levado preso e pagou uma fiança de 7.500 dólares para ser posto em liberdade

## Carreira

### Telenovelas
- Siempre Tuya Acapulco (2014)... El Mismo
- Las Bravo (2014-2015) ... Leonardo Barbosa
- Cielo rojo (2011) ... Andres Renteria
- La Loba (2010) ... Emiliano
- Pecados ajenos (2009) ... Adrián Torres
- El cártel (2009) ... Santos
- Decisiones (2007)... Fabricio Salas
- Un amor para toda la vida (2007) ... Fabricio Salas
- Amores de mercado (2006) ... Antonio Álamo / Fernando Leyra
- Ambiciona  (2006) ... Raul
- Don de Dios (2005)
- Los plateados (2005) ... Gabriel Campuzano
- Una segunda oportunidad (2005)
- Prisionera (2004) ... Daniel Moncada
- Amor Real (2003) ... Adolfo Solís
- Punto y aparte (2002) ... Sergio
- El Manantial ... Alejandro Ramírez Insunza
- Primer amor... a mil por hora (2000) ... Demián Ventura Camargo
- Mi destino eres tú (2000) ... Ramiro Galindo Suárez
- DKDA: Sueños de juventud (1999)... Mauricio
- Amor Gitano (1999) ... Renzo
- Cuento de Navidad (1999) TV mini-série ... Edmundo Soto/Toño
- Mi pequeña traviesa (1998) ... Juan Felipe
- Preciosa (1998) ... Luis Fernando Santander
- Mi querida Isabel (1997)... Marcos
- Canción de amor (1996) ... Edgar
- Pobre niña rica (1995) ... David
- Volver a empezar (1994) ... Freddy Landeros
- Carrusel de las Américas (1992)

## Prêmios e Indicações

### Prêmios TVyNovelas
| Ano  | Categoria                | Telenovela                  | Resultado |
| ---- | ------------------------ | --------------------------- | --------- |
| 2002 | Melhor ator protagonista | El manantial                | Ganador   |
| 2001 | Melhor vilão             | Primer amor... a mil x hora | Nominado  |
| 1999 | Melhor ator juvenil      | Preciosa                    | Nominado  |

### Prêmios Bravo
| Ano  | Categoria                | Telenovela   | Resultado |
| ---- | ------------------------ | ------------ | --------- |
| 2001 | Melhor ator protagonista | El manantial | Ganhador  |

### Premios Califa de Oro
| Ano  | Categoria               | Telenovela | Resultado |
| ---- | ----------------------- | ---------- | --------- |
| 2003 | Melhor ator antagonista | Amor real  | Ganhador  |

### Sol de Oro
| Ano  | Categoria               | Telenovela | Resultado |
| ---- | ----------------------- | ---------- | --------- |
| 2003 | Melhor ator antagonista | Amor real  | Ganhador  |

### Premios Fama
| Ano  | Categoria               | Telenovela     | Resultado |
| ---- | ----------------------- | -------------- | --------- |
| 2008 | Mejor actor protagónico | Pecados ajenos | Ganhador  |